# Severed (groupe)
Pour les articles homonymes, voir Severed.
Severed (anciennement Severed Crotch) est un groupe islandais de death metal, originaire de Reykjavik. 

## Histoire
Le groupe est formé en 2004 sous le nom de Severed Crotch à partir des cendres de deux groupes de death metal islandais : Lack of Trust et Nokturn, et la formation se composait de Torfa et Kjartan à la guitare, Þórð à la basse, et Gunnar Þór à la batterie. À la fin de l'été 2004, la chanteuse Ingólfur rejoint le groupe. Plus tard cet automne, Severed Crotch donne son premier concert avec un grand succès. Début 2005, Torfi se sépare de Severed Crotch. Après le départ de Torfa, la musique est devenue plus complexe et plus lourde. Ingvar rejoint le groupe plus tard cette année-là à la guitare et joue avec eux jusqu'en 2005. Après cela, Severed Crotch continue en tant que groupe de quatre membres.
À l'été 2006, ils commencent à enregistrer leur premier EP, Soul Cremation, qui sort en 2007. En mars 2007, un nouveau guitariste, Marvin Einarsson, rejoint Severed Crotch, et joue avec eux pendant environ un an avant que Severed Crotch ne se sépare de lui. En 2008, le CD promotionnel Promo '07 sort. Après le départ de Marvin, Ingvar Sæmundsson rejoint le groupe. En février 2008, le groupe sort son single Ecstasy in Death sur sa page Myspace.
À la fin décembre 2010, le groupe signe avec le label japonais Amputated Vein Records pour la sortie de son album The Nature of Entropy en 2011 . Dans les années 2012 à 2014, le groupe passe en sommeil, mais revient au Eistnaflugi 2014 et le groupe change de nom pour Severed. Ingvar Sæmundsson quitte le groupe en 2015, et se concentre sur son groupe de heavy metal Momentum. Unnar Sigurðsson (Beneath) reprend ses fonctions de guitare.

## Membres

### Membres actuels
- Ingólfur Ólafsson - chant
- Þórður - basse
- Kjartan Valur - guitare
- Gunnar Þór - batterie
- Unnar Sigurðsson - guitare

### Anciens membres
- Torfi - guitare
- Marvin Einarsson - guitare
- Ingvar Sæmundsson - guitare

## Discographie
- 2007 : Soul Cremation
- 2008 : Promo '07 (démo)
- 2010 : The Nature of Entropy